# Olimpíada de xadrez de 2016
A 42.ª Olimpíada de Xadrez, organizada pela Federação Internacional de Xadrez (FIDE), que compreendeu um torneio Aberto  e Feminino, bem como vários eventos para promover o jogo de xadrez, foi realizada em Bacu, Azerbaijão, entre os dias 1 e 22 de setembro de 2016. Foi a primeira vez que a Olimpíada de Xadrez foi hospedada pelo Azerbaijão; no entanto, o país tinha anteriormente sediado importantes competições, como o torneio anual Shamkir Xadrez em memória de Vugar Gashimov (1986–2014) e a Copa do Mundo de xadrez de 2015.
O número total de participantes foi de 1587, com 894 no Aberto e 693 no evento Feminino. O número de equipes inscritas foi de 180 a partir de 175 países no torneio Aberto e 142 a partir de 138 países da competição feminina. Ambos os torneios tiveram recordes de participação. A Eritreia, o Kosovo e o Sudão do Sul disputaram o torneio pela primeira vez. A sede da Olimpíada de Xadrez foi o Baku Crystal Hall. O árbitro do evento foi Faiq Hasanov.

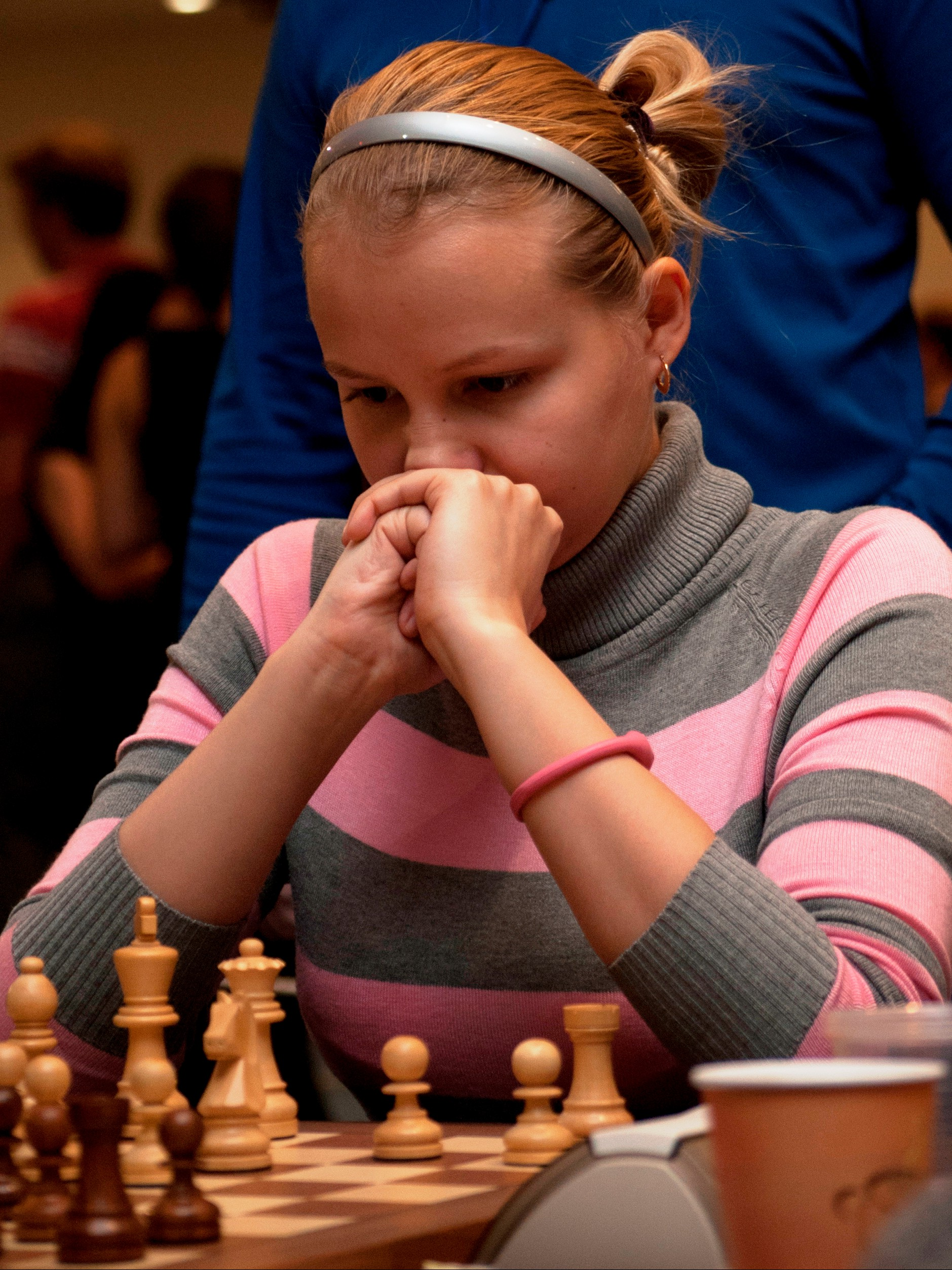
Valentina Gunina ganhou a medalha de ouro do torneio feminino.

Os Estados Unidos ganharam a medalha de ouro no evento Aberto pela primeira vez desde 1976 e, pela sexta vez, no geral, enquanto China ganhou sua quinta medalha de ouro no evento Feminino e a primeira desde 1994, depois de ganhar a medalha de prata nas últimas três Olimpíadas. O jogador ucraniano Andrei Volokitin, que jogou como reserva, foi o melhor jogador do evento Aberto, com 8½ de 9 pontos (oito vitórias e um empate), com uma pontuação de desempenho de 2992. A russa Valentina Gunina, jogando no tabuleiro dois, foi a melhor jogadora individual do evento Feminino, com 8 dos 10 pontos (sete vitórias, dois empates e uma derrota) com uma pontuação de desempenho de 2643.